# Eleição municipal de Parauapebas em 2020
A eleição municipal de Parauapebas em 2020 ocorreu no dia 15 de novembro (primeiro turno), com o objetivo de eleger um prefeito, um vice-prefeito e 13 vereadores, que serão responsáveis pela administração da cidade. O atual prefeito é Darci Lermen, que está apto para concorrer a uma possível reeleição.
Originalmente, as eleições ocorreriam em 4 de outubro (primeiro turno) e 25 de outubro (segundo turno, caso necessário), porém, com o agravamento da pandemia de COVID-19 no Brasil, as datas foram modificadas. 

## Candidatos
| Nº | Candidato(a)           | Partido  | Vice-candidato(a)          | Coligação |
| -- | ---------------------- | -------- | -------------------------- | --- |
| 15 | Darci Lermen           | MDB      | João do Verdurão (PDT)     | "Parauapebas da Prosperidade" (MDB, PP, PDT, PTB, PODE, PSC, PL, DC, PSB, PCdoB, Republicanos, PT, PROS, DEM, PV) |
| 55 | Valmir Queiroz         | PSD      | Francine Lopes (PSDB)      | "Parauapebas de Volta ao Trabalho" (PSD, PSDB, Cidadania, PMN)                                                    |
| 70 | Marcelo Catalão        | Avante   | Meire Vaz (PMB)            | "Mudança de Verdade" (Avante, PMB)                                                                                |
| 17 | Léo da Cervebras       | PSL      | Will (PSL)                 | Sem coligação |
| 50 | Doutor Rubens          | PSOL     | Maria da Graça (PSOL)      | Sem coligação |
| 77 | Francisco Falcão       | SD       | Mairo Santos (SD)          | Sem coligação |
| 51 | Hipolito do Nascimento | Patriota | Dr. Robson (Patriota)      | Sem coligação |
| 36 | Gilberto Sá            | PTC      | Cleber Costa (PTC)         | Sem coligação |
| 28 | Julio Cesar            | PRTB     | Amaury da Pão Nobre (PRTB) | Sem coligação |